# Azar Karadaş
Azar Karadaş (ur. 9 sierpnia 1981 w Nordfjordeid) – piłkarz norweski pochodzenia tureckiego grający na pozycji napastnika, zawodnik norweskiego klubu SK Brann.

## Życiorys
Karadaş urodził się w Norwegii. Jego matka pochodzi z tego kraju, a ojciec jest Turkiem z Cypru Północnego. 

### Kariera klubowa
Karierę piłkarską rozpoczął w klubie SK Brann. W 1999 roku zadebiutował w jego barwach w pierwszej lidze norweskiej i dotarł z nim do finału Pucharu Norwegii. W 2000 roku grał już w pierwszym składzie Brann i stworzył linię ataku wraz z Thorsteinem Helstadem. Z Brann został wicemistrzem kraju, a w klubie tym grał także w kolejnym sezonie. 13 marca 2002 roku Azar został sprzedany do Rosenborga Trondheim. W Rosenborgu występował w ataku wraz z Haraldem Martinem Battbakkiem, a następnie z Frode Johnsenem. W 2002 roku wywalczył mistrzostwo Norwegii, a w 2003 i 2004 roku obronił tytuł mistrzowski. W 2003 roku sięgnął też po Puchar Norwegii.
Latem 2004 roku Karadaş został sprzedany za 1,75 miliona euro do portugalskiej Benfiki Lizbona, prowadzonej przez włoskiego szkoleniowca Giovanniego Trapattoniego. W portugalskiej Superlidze zadebiutował 29 sierpnia w przegranym 2:3 meczu z SC Beira-Mar i w debiucie zdobył dwie bramki. Do końca sezonu strzelił jeszcze dwie bramki i wywalczył z Benfiką mistrzostwo Portugalii. Zdobył również Puchar Portugalii.
W letnim oknie transferowym 2005 roku Karadaş został wypożyczony do angielskiego Portsmouth. W Premier League po raz pierwszy wystąpił 13 sierpnia w przegranym 0:2 domowym spotkaniu z Tottenhamu Hotspur. Jednak w drużynie „The Pompeys” przegrywał rywalizację z Lomaną LuaLua i Swetosławem Todorowem i przez cały sezon zdobył tylko jednego gola, w meczu z Boltonem Wanderers (1:1).
W 2006 roku ponownie został wypożyczony z Benfiki, tym razem do spadkowicza z niemieckiej Bundesligi, 1. FC Kaiserslautern. W 2. Bundeslidze zadebiutował 27 sierpnia w meczu z SC Paderborn 07 (2:0). W Kaiserslautern nie odzyskał formy i wystąpił w 11 meczach strzelając jedną bramkę.
W 2007 roku Karadaş wrócił do Bergen, a Brann zapłacił Benfice sumę 100 tysięcy euro. W tym samym roku wywalczył z Brann mistrzostwo Norwegii, pierwsze dla klubu od 1963 roku. W Norwegii Karadaş występował jeszcze przez dwa lata i nie osiągnął już z tym klubem sukcesów. W 2009 roku przeszedł do Kasımpaşy z tureckiej Süper Lig.

### Kariera reprezentacyjna
Do 2000 roku Karadaş występował w młodzieżowej reprezentacji Norwegii i w 33 meczach zdobył dla niej 12 goli. W pierwszej reprezentacji zadebiutował 24 stycznia 2001 roku w wygranym 3:2 towarzyskim spotkaniu z Koreą Południową. W barach narodowy zagrał łącznie 10 razy.

## Statystyki

### Klubowe
| Sezon   | Klub                 | Kraj       | Rozgrywki             | Mecze | Bramki |
| ------- | -------------------- | ---------- | --------------------- | ----- | ------ |
| 1999    | SK Brann             | Norwegia   | Tippeligaen           | 6     | 0      |
| 2000    | SK Brann             | Norwegia   | Tippeligaen           | 21    | 7      |
| 2001    | SK Brann             | Norwegia   | Tippeligaen           | 23    | 5      |
| 2002    | Rosenborg BK         | Norwegia   | Tippeligaen           | 23    | 5      |
| 2003    | Rosenborg BK         | Norwegia   | Tippeligaen           | 22    | 5      |
| 2004    | Rosenborg BK         | Norwegia   | Tippeligaen           | 15    | 3      |
| 2004/05 | SL Benfica           | Portugalia | Superliga             | 27    | 4      |
| 2005/06 | Portsmouth           | Anglia     | Premier League        | 17    | 1      |
| 2006/07 | 1. FC Kaiserslautern | Niemcy     | 2. Fußball-Bundesliga | 11    | 1      |
| 2007    | SK Brann             | Norwegia   | Tippeligaen           | 8     | 4      |
| 2008    | SK Brann             | Norwegia   | Tippeligaen           | 21    | 3      |
| 2009    | SK Brann             | Norwegia   | Tippeligaen           | 19    | 3      |
| 2009/10 | Kasımpaşa            | Turcja     | Süper Lig             | 7     | 1      |
| 2010/11 | Kasımpaşa            | Turcja     | Süper Lig             | 15    | 0      |
| 2011/12 | Kasımpaşa            | Turcja     | TFF 1. Lig            | 14    | 1      |
| 2012    | Sogndal Fotball      | Norwegia   | Tippeligaen           | 7     | 0      |
| 2013    | Sogndal Fotball      | Norwegia   | Tippeligaen           | 27    | 4      |
| 2014    | SK Brann             | Norwegia   | Tippeligaen           |       |        |

## Sukcesy

### Klubowe
Rosenborg BK
- Mistrz Norwegii: 2002, 2003, 2004
- Zdobywca Pucharu Norwegii: 2003

SL Benfica
- Mistrz Portugalii: 2004–05
- Supertaça Cândido de Oliveira: 2004 (drugie miejsce)

SK Brann
- Mistrz Norwegii: 2007